# Prazer por Prazer
Prazer por Prazer é um álbum de estúdio da dupla sertaneja brasileira Chrystian & Ralf. Foi lançado em 1995 pelo selo Chantecler. Ganhou disco de ouro no Brasil. A música "Prazer por Prazer" foi regravada pela dupla Edson & Hudson.

## Faixas[4]
| N.º            | Título                                  | Compositor(es)                        | Duração |  |
| 1.             | "Prazer por Prazer"                     | Carlos Randall / Danimar              | 3:56    |  |
| 2.             | "Desejo de Amar"                        | Chrystian / Reinaldo Barriga          | 3:57    |  |
| 3.             | "Esse Amor Que Me Mata"                 | César Augusto / Piska                 | 4:07    |  |
| 4.             | "Em Busca de Mim"                       | Rionegro / Domiciano                  | 3:52    |  |
| 5.             | "Machucando o Coração"                  | Rionegro / Domiciano                  | 3:09    |  |
| 6.             | "Na Luz Deste Sol (Let's Get Together)" | Chet Powers (versão: Sérgio Sá)       | 4:44    |  |
| 7.             | "Inspiração Cabocla"                    | Fátima Romero / Marcix                | 3:52    |  |
| 8.             | "Trato É Trato"                         | Ed Wilson / Solange di César          | 3ː52    |  |
| 9.             | "Te Quiero"                             | Reinaldo Barriga / Cecílio Nena       | 4:58    |  |
| 10.            | "Nunca Mais Vou Te Enganar"             | Carlos Randall / Danimar / Carreirito | 4:18    |  |
| 11.            | "Momentos de Nós Dois"                  | Regis Danese / Luiz Cláudio           | 3:42    |  |
| 12.            | "Encarando a Saudade"                   | Carlos Randall / Danimar              | 3:24    |  |
| Duração total: | Duração total:                          | Duração total:                        | 47:51   |  |

## Certificações
| Brasil (ABPD)                             | Ouro | 1996 | 100.000* |
| *número de vendas baseado na certificação |      |      |          |